# 川井村 (新潟県)
川井村（かわいむら）は、かつて新潟県北魚沼郡に存在した村。

## 沿革
- 1889年（明治22年）4月1日 - 町村制施行に伴い、北魚沼郡川井村、川井新田が合併し、川井村が成立。
- 1954年（昭和29年）5月1日 - 小千谷市に編入され消滅。